# Mark Owen
Mark Anthony Patrick Owen (Oldham, 27 gennaio 1972) è un cantante e ballerino britannico, componente del gruppo musicale pop Take That.

## Biografia
Da piccolo frequenta la Holy Rosary Primary School e la St. Augustine of Canterbury R.C. High School di Oldham. Il suo sogno era quello di diventare un calciatore professionista: sostenne vari provini per molti club inglesi, fra cui il Manchester United, l'Huddersfield Town e il Rochdale. Un infortunio serio lo costrinse ad abbandonare i suoi sogni di ragazzo. Owen iniziò dunque a lavorare prima come commesso in un negozio di vestiti, poi come impiegato alla Barclays Bank. Nel 1990, dopo un incontro con Gary Barlow, venne selezionato per entrare a far parte dei Take That.
Dopo lo scioglimento del gruppo, Mark intraprende una carriera solista. Pubblica un primo album nel 1996, Green Man, mentre gli altri vengono alla luce dopo la sua vittoria al reality show Grande Fratello VIP inglese nel 2002. Nel 2003 pubblica un nuovo album di discreto successo, In Your Own Time, di cui le canzoni più acclamate sono Alone Without You e Four Minute Warning. Due anni dopo, torna alla ribalta con il suo ultimo album da solista, How The Mighty Fall, in cui escono Hail Mary, Believe in The Boogie e Makin' Out, le più famose ancora oggi.
Nel 2005 ritorna agli esordi, riformando con i suoi vecchi compagni il gruppo musicale che gli ha regalato la fama, e il 19 agosto 2006 diventa padre del piccolo Elwood Jack, nato dalla relazione con l'attrice Emma Ferguson. La famiglia si è allargata nel novembre 2008 con l'arrivo della piccola Willow Rose. Il 24 luglio 2012 è nata la piccola Fox India, terzogenita di Mark ed Emma. Nel 2013 scrive un pezzo per Marco Mengoni, Pronto a correre, contenuto nell'omonimo album

## Discografia
Album in studio
- 1996 – Green Man
- 2003 – In Your Own Time
- 2005 – How the Mighty Fall
- 2013 – The Art of Doing Nothing
- 2022 – Land of Dreams

Singoli
- 1996 – Child
- 1997 – Clementine
- 1997 – I Am What I Am
- 2003 – Four Minute Warning
- 2003 – Alone Without You
- 2004 – Makin' Out
- 2005 – Believe In The Boogie
- 2005 – Hail Mary
- 2013 – Stars
- 2022 – Magic